# Nara (peuple)
Pour les articles homonymes, voir Nara (homonymie).
Les Nara sont un groupe ethnique vivant dans le sud-ouest de l'Érythrée.
La société est divisée en quatre sous-tribus, traditionnellement animistes. Ils pratiquent principalement l'agriculture de subsistance. Le mot Nara signifie Ciel céleste. Le groupe s'appelait également autrefois Barya,. Aujourd'hui, le groupe compte environ 108 000 individus, soit environ 1,5 % de la population érythréenne. Ils sont généralement agraires et sont principalement installés le long de la frontière avec le Soudan. Ils sont situés au nord du Kunama, dans les parties occidentales des plaines de Barka.

## Historique
Selon le gouvernement érythréen, le peuple Nara descend des premiers colons nilo-sahariens en Érythrée, qui ont migré de la région du Haut-Nil et se sont mariés avec les populations pygmées (en) locales. Les Naras sont historiquement appelés Baryas. Des siècles de razzias d'esclaves à leur encontre font de ce mot un synonyme d'esclave en amharique et en tigrinya. Ce terme est mentionné pour la première fois par Hiob Ludolf dans son Lexicon Amharico Latinum de 1698.
La première référence connue aux Nara apparaît dans une inscription du IVe siècle par le roi Ezana d'Axoum, où ils sont mentionnés comme victimes des Noba, qui se sont rebellés contre la domination aksumite. Les Nara sont également citées dans des inscriptions aksoumites ultérieures, notamment celles de Haqqani Daniel. Au Xe siècle, le géographe arabe Ibn Hawqal décrit les Baryas comme des paysans éleveurs de bétail qui s'arrachent les dents et se coupent les oreilles. Il les place près d'Alwa (Alodia) en Nubie, près de l'actuelle Kassala et à l'ouest de Barentu. D'autres sources arabes médiévales, comme Ahmad al-Maqrîzî, les mentionnent également comme peuple non musulman d'Abyssinie. Au XVe siècle, l'empereur Zara Yaqob fait référence au pays de Barya dans un écrit.
Au XVIe siècle, la région habitée par les Nara passe sous l'influence de diverses puissances régionales, dont le Sultanat de Funj, qui les revendique comme tributaires. Les forces égyptiennes occupent Sinnar en 1821, mettant fin à la domination des Funj sur la région. Tout au long du XIXe siècle, les Nara se trouvent pris dans des luttes de pouvoir entre l'administration ottomane-égyptienne, les empereurs éthiopiens et les seigneurs de guerre locaux. Ils subissent des razzias d'esclaves et des impositions fiscales, tout en rivalisant pour les terres et les ressources avec des groupes voisins tels que les Kunama, les Beni Amer et les montagnards abyssins.
Dans les années 1840, près de 1000 Naras sont vendus à Massaoua à la suite de raids menés par les forces éthiopiennes commandées par Wube Hayle Maryam. En 1856, des guerriers Naras attaquent et incendient le village Beni Amer de Kufit après que les forces égyptiennes aient abandonné leur garnison voisine. En 1861, le gouverneur abyssin d'Adiyabo, Walda Sadeq Marrak, détruit la colonie Nara de Magalo, réduisant en esclavage une grande partie de la population. Lors du soulèvement mahdiste au Soudan (1881-1898), les Naras sont de nouveau entraînés dans des conflits régionaux. En 1885, Alula Engeda, gouverneur de la région de Medri Bahri (en), sous contrôle éthiopien, affronte les forces mahdistes près de Kufit. Les guerriers Naras évitent d'abord la bataille, mais rejoignent ensuite le camp éthiopien une fois la victoire assurée. Cependant, au cours des années suivantes, les troupes éthiopiennes dévastent les terres des Nara en représailles à ce qu'elles considèrent comme un soutien insuffisant, en tuant par la même occasion les deux tiers de la population locale.
Avec l'arrivée de la colonisation italienne en Érythrée (1890-1941), les Nara sont administrativement regroupés avec les Kunama, avec Barentu comme capitale régionale. Sous la gouvernance italienne, ils connaissent la fin de la traite négrière et une certaine formalisation de l'administration locale. Sous l'administration britannique de l'Érythrée (1941-1952), des conflits persistent entre les Nara et d'autres groupes ethniques, dont les Kunama. Alors que l'Érythrée s'oriente vers la fédération et son annexion par l'Éthiopie, les Nara s'allient au Front de libération de l'Érythrée (FLE), l'un des principaux groupes luttant pour l'indépendance de l'Érythrée. Après la guerre d'indépendance de l'Érythrée (1961-1991), les Nara sont intégrés à l'administration indépendante de l'Érythrée, sous la province de Gash-Barka. Les Nara participent aux efforts de préservation culturelle et linguistique par l'intermédiaire du ministère de l'Information érythréen et sont également connus pour servir comme policiers à Asmara, la capitale du pays.

## Langues
Le peuple Nara parle la langue nara, considérée comme une langue isolée par les recherches typologiques, mais qui est regroupée avec la famille des langues nilo-sahariennes. Grâce aux contacts avec les populations voisines de langue afro-asiatique, de nombreux Naras sont également bilingues en tigré et/ou en arabe. Ils n'ont traditionnellement pas de système d'écriture, les rares écrits en nara sont transcrits en tigré ou en arabe.

## Organisation sociale

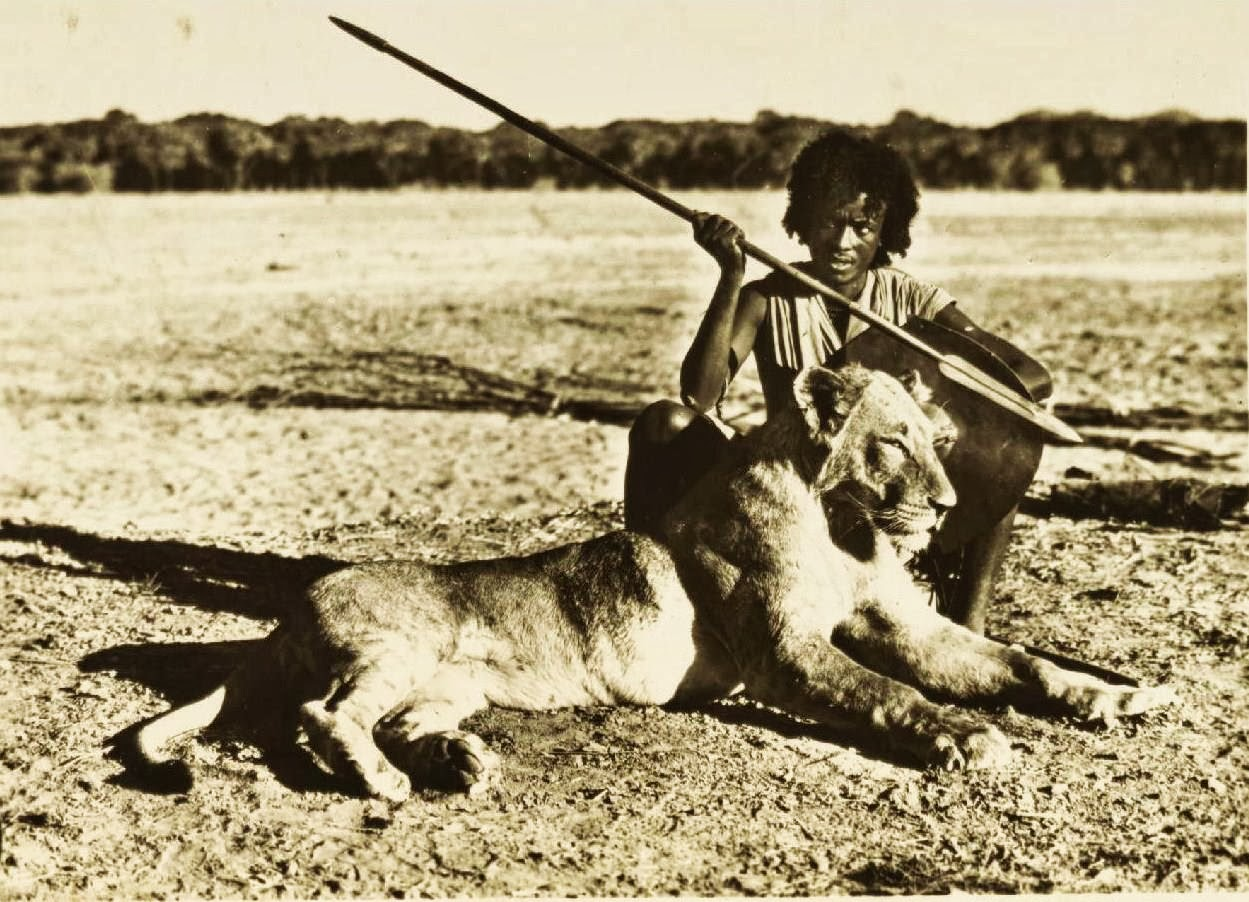
Un chasseur Nara érythréen avec un lion

L'organisation sociale du peuple Nara repose sur le clan, les habitants vivent dans des villages et des hameaux. Le système de lignage est patrilinéaire, contrairement à celui des Kunama. La terre appartient au clan et est partagée entre les familles qui le composent.
La population de Nara est divisée en quatre sous-tribus: les Higir, les Mogareb, les Koyta et les Santora. Leurs croyances sont traditionnellement animistes. Au XVe siècle, les Nara sont initiés à l'Islam et après l'occupation égyptienne au XIXe siècle, la plupart des Nara adoptent l'Islam,.